# Rue Nicolas Defrêcheux (Schaerbeek)
Pour les articles homonymes, voir Defrêcheux.
La rue Nicolas Defrêcheux (en néerlandais : Nicolas Defrêcheuxstraat) est une rue bruxelloise de la commune de Schaerbeek qui va du boulevard Lambermont au carrefour de la rue Georges Garnir et de l'avenue Princesse Élisabeth en passant par la rue Joseph Van Camp.
Elle porte le nom d'un écrivain wallon, Nicolas Defrêcheux, né à Liège le 10 février 1825 et décédé à Herstal le 26 décembre 1874.
Les communes de Grâce-Hollogne et de Herstal, toutes deux en province de Liège, possèdent également une rue Nicolas Defrêcheux.